# Paju, Sydkorea
Paju (hangul 파주시, hanja 坡州市) är en stad i den sydkoreanska provinsen Gyeonggi, och är en nordlig förort till Seoul. Folkmängden uppgick till 476 272 invånare i slutet av 2020, varav 320 553 invånare bodde i själva centralorten.
Kommunen gränsar i norr till Nordkorea och gränsområdet består av Koreas demilitariserade zon.

## Administrativ indelning
Centralorten är indelad i sju stadsdelar (dong):
Geumchon 1-dong,
Geumchon 2-dong,
Geumchon 3-dong,
Gyoha-dong,
Unjeong 1-dong,
Unjeong 2-dong och
Unjeong 3-dong.
Resten av kommunen består av fyra köpingar (eup) och nio socknar (myeon):
Beobwon-eup,
Gunnae-myeon,
Gwangtan-myeon,
Jangdan-myeon,
Jeokseong-myeon,
Jindong-myeon,
Jinseo-myeon,
Jori-eup,
Munsan-eup,
Paju-eup,
Papyeong-myeon,
Tanhyeon-myeon och
Wollong-myeon.